# Changtok Sar I
Der Changtok Sar I ist ein 6972 m (nach anderen Angaben 7045 m) hoher Berg im zentralen Karakorum im autonomen Gebiet Xinjiang (Volksrepublik China).
Er liegt im Panmah Muztagh etwa 3,5 km von der pakistanischen Grenze entfernt. Über einen Grat ist der Berg mit dem 2,5 km südsüdwestlich gelegenen Karpogo Sar I verbunden.
Die Erstbesteigung fand am 24. Juli 1994 statt.